# Microscòpia

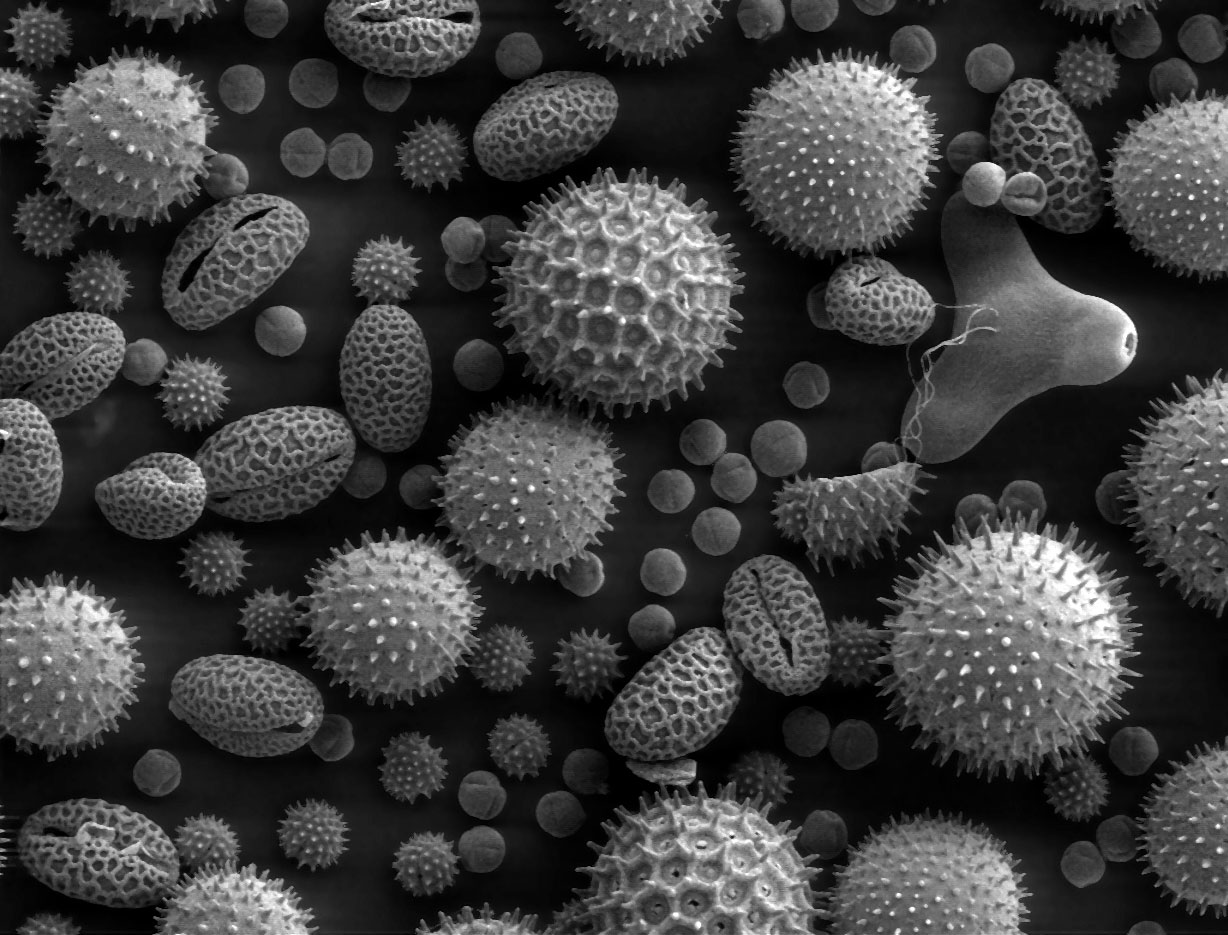
Imatge de pol·len amb un microscopi electrònic d'escaneig

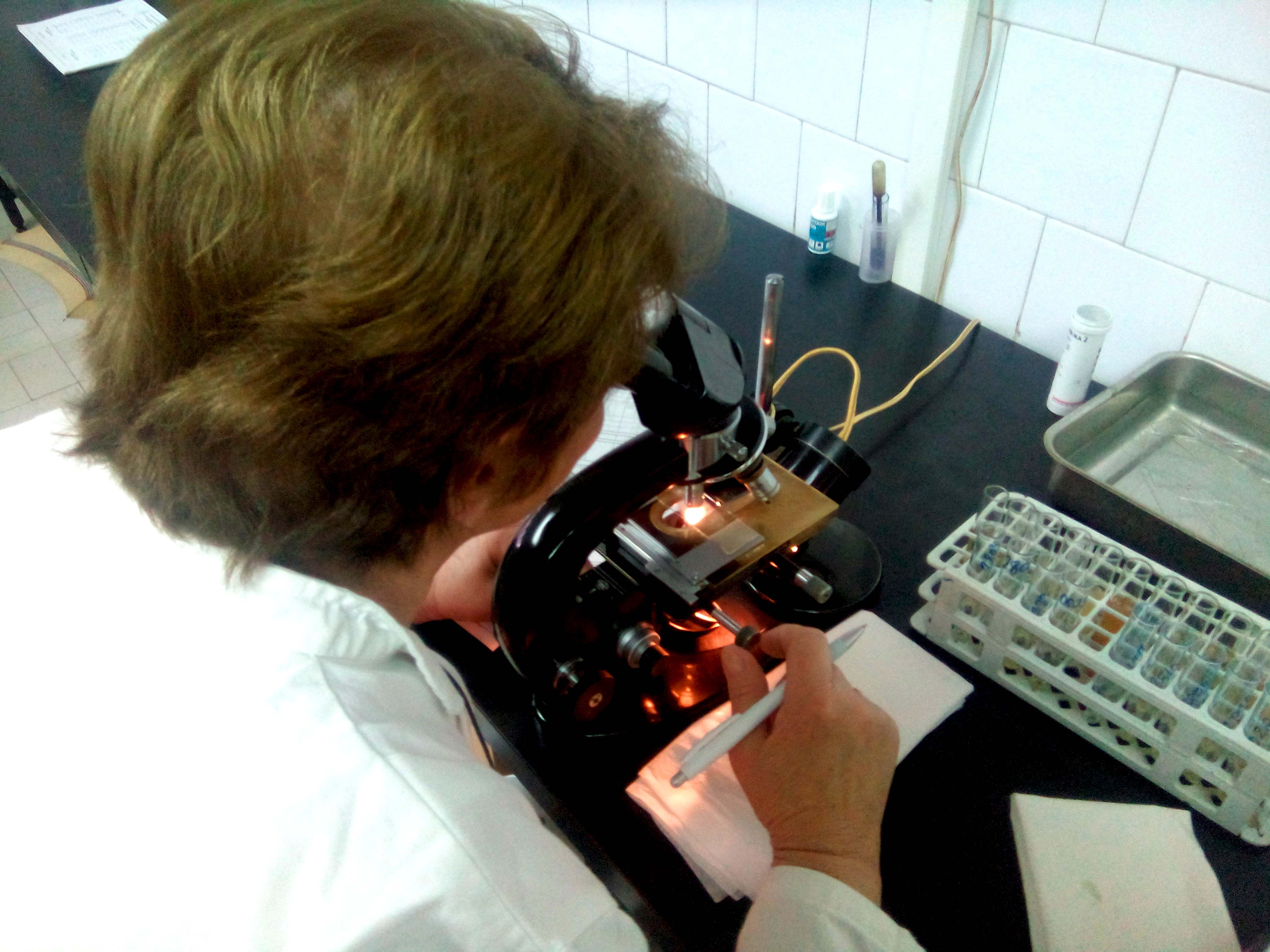
Examen microscòpic en un laboratori bioquímic

La microscòpia és el conjunt de tècniques i mètodes destinats a fer visibles determinats objectes d'estudi que per la seva petita grandària no són visibles a l'ull nu, és a dir, estan fora del rang de resolució de l'ull humà normal. La microscòpia inclou el microscopi com a element central a més d'un conjunt de tècniques i mètodes complementaris com són els de preparació i maneig de mostres, el processament, registre i interpretació d'imatges i d'altres. La microscòpia òptica i la microscòpia electrònica fan ús de la difracció, refracció i reflexió de feixos de fotons o electrons que incideixen sobre l'objecte d'estudi per a fer-lo visible.
Les tècniques de microscòpia per al laboratori de biologia difereixen depenent del tipus de microscopi i així es classifiquen en òptica, electrònica i sonda de rastreig, juntament amb el camp emergent de microscòpia de raigs X.
El desenvolupament de la microscòpia va revolucionar la biologia, va donar lloc al camp de la histologia i, per tant, continua essent una tècnica essencial en les ciències de la vida. La microscòpia de raigs X és tridimensional i no destructiva, i permet la repetició d'imatges de la mateixa mostra per a estudiar in situ o en estudis de 4D, i proporciona la capacitat de "veure dins" de la mostra que s'està estudiant abans de sacrificar-la amb tècniques de més alta resolució. Un microscopi de raigs X en 3D utilitza la tècnica de la tomografia computada (microCT), fent girar la mostra a 360 graus i reconstruint les imatges. La TC es realitza normalment amb una pantalla de pla pla. Un microscopi de raigs X en 3D utilitza diversos objectius, per exemple, de 4X a 40X, i també pot incloure un pla pla.

## Història

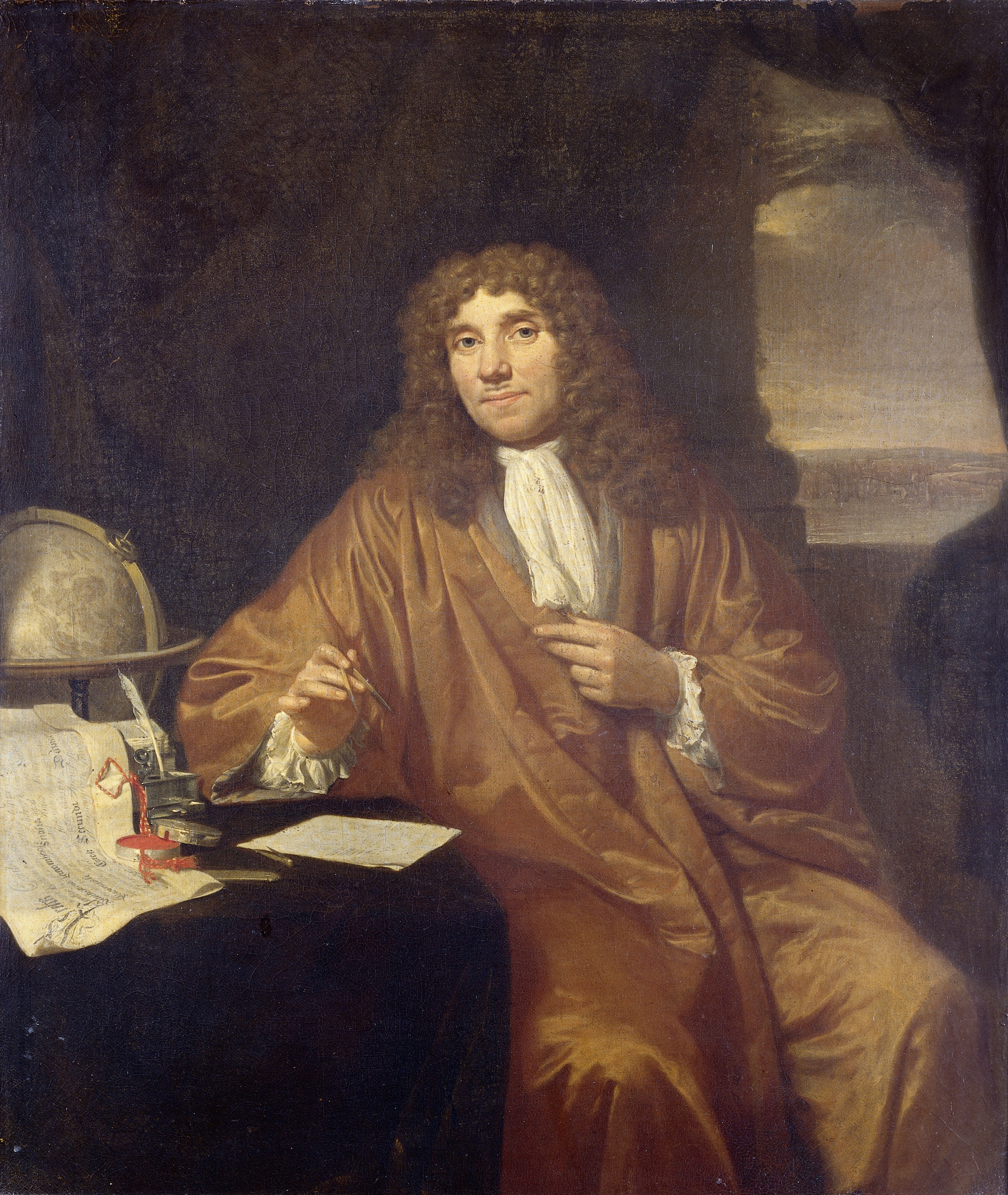
Sovint reconegut com el primer microscopista i microbiòleg, Antonie van Leeuwenhoek és més conegut pel seu treball pioner en el camp de la microscòpia i la seva contribució a l'establiment de la microbiologia com a disciplina científica.

El camp de la microscòpia (microscòpia òptica) data del segle xvii com a mínim. Els microscopis anteriors, d'una sola lent o lupes amb ampliació limitada, daten almenys del segle xiii, amb un ampli ús de les lents en ulleres però un microscopi més avançat (microscopi compost) va aparèixer per primera vegada a Europa cap al 1620 Alguns dels primers usuaris foren Galileo Galilei, que va trobar el 1610 que podia tancar l'enfocament del seu telescopi per veure a prop d'objectes petits i Cornelis Drebbel, que potser van inventar el microscopi compost cap al 1620. Antonie van Leeuwenhoek va desenvolupar un microscopi senzill de magnificació molt elevada (200X) als anys 1670 i sovint es considera que era el primer reconegut microscopista i microbiòleg.

## Microscòpia òptica

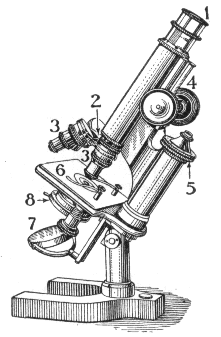
Principals elements d'un microscopi: 1. ocular 2. revòlver; 3. objectiu; 4. mecanisme d'enfocament; 5. platina; 6. mirall, 7. condensador.

La Microscòpia òptica o Microscòpia de llum implica passar llum visible transmesa a través de la mostra o reflectida a través d'una sola lent o múltiples lents per permetre una vista magnífica de la mostra. La imatge resultant pot ser detectada directament per l'ull, es pot capturar en una placa fotogràfica o ser capturada digitalment. La lent única amb els seus accessoris, o el sistema de lents i equips d'imatge, juntament amb els equips d'il·luminació adequats, l'etapa de mostra i el suport, constitueixen el microscopi bàsic de llum. El desenvolupament més recent és el microscopi digital, que utilitza una càmera CCD per centrar-se en la mostra d'interès. La imatge es mostra a la pantalla d'un ordinador, de manera que no necessiten els ulls.
Així, un microscopi òptic, sigui simple o compost, és un microscopi basat en lents òptiques i poden ser de varis tipus: simples, compostos o binoculars.

### Microscopi simple
Els microscopis de Leeuwenhoek constaven d'una sola lent petita i convexa muntada sobre una planxa amb un mecanisme per a subjectar el material que s'anava a examinar (la mostra). Aquest ús d'una única lent convexa es coneix com a microscopi simple, en el qual s'inclou la lupa, entre altres aparells òptics.

### Microscopi compost

Esquema de funcionament del microscopi òptic: l'objectiu produeix una imatge de l'objecte propera a l'ocular, i invertida. L'ocular augmenta aquesta imatge. F_{1} són els focus de l'objectiu i F₂ els focus de l'ocular, i les línies representen el recorregut dels raigs de llum.

El següent diagrama mostra un microscopi compost (que té més d'una lent). En la seva forma més simple, com la que va utilitzar Robert Hooke, té una sola lent de vidre de distància focal curta que se situa prop de l'objecte (l'objectiu), i una altra lent de vidre prop de l'ull de l'observador (l'ocular). Aquest tipus de microscopis s'utilitzen especialment per a examinar objectes transparents o tallats en làmines tan fines que transparenten.
Els microscopis d'aquest tipus solen ser més complexos, amb diverses lents tant en l'objectiu com en l'ocular. L'objectiu d'aquestes lents és el de reduir les aberracions, concretament l'aberració cromàtica i l'aberració esfèrica. En els microscopis moderns, el mirall se substitueix per un llum que ofereix una il·luminació estable i controlable.
Els microscopis composts s'utilitzen per estudiar espècimens prims, ja que la seva profunditat de camp és molt limitada. En general, s'utilitzen per a examinar cultius, preparacions triturades o una làmina molt fina d'un material qualsevol. Normalment depèn de la llum que travessi la mostra des de baix i usualment són necessàries tècniques especials per a augmentar el contrast de la imatge.
La resolució dels microscopis òptics està restringida per un fenomen anomenat difracció que, depenent de l'obertura numèrica (AN o {\displaystyle A_{N}}) del sistema òptic i la longitud d'ona de la llum utilitzada ({\displaystyle \lambda }) -que és la llum visible fotònica-, estableix un límit definit ({\displaystyle d}) a la resolució òptica. Suposant que les aberracions òptiques fossin menyspreables, la resolució màxima assolible seria: 
{\displaystyle d={\frac {\lambda }{2A_{N}}}}
Normalment, se suposa una {\displaystyle \lambda } de 550 nm, corresponent a la llum verda. Si el medi és l'aire, la {\displaystyle A_{N}} pràctica màxima és de 0,95, i en el cas d'oli de fins a 1,5.
Això implica que, fins i tot el millor microscopi òptic està limitat a una resolució d'uns 0,2 micròmetres. Es pot millorar una mica la resolució disminuint la longitud d'ona, el que s'aconsegueix amb microscopis de llum ultraviolada.

### Microscopi binocular
Els microscopis binoculars poden ser simples (anomenats estereoscòpics o de dissecció) o compostos.
Actualment, gairebé tots els microscopis compostos professionals són binoculars. El disseny d'aquest instrument és diferent al del diagrama de més amunt i les seves capacitats són bastant diferents. Utilitza dos oculars (de vegades, dos microscopis) amb la intenció d'oferir angles de visió lleugerament diferents als ulls esquerre i dret. D'aquesta forma es produeix una visualització tridimensional (3-D) de la mostra examinada. Un dels oculars incorpora un mecanisme que permet ajustar la visió a les diòptries de l'observador. La font de llum és elèctrica i pot regular-se amb un reòstat. Tots tenen un diafragma entre la font de llum i el condensador, que modifica el contrast i la profunditat de camp de l'aparell. La resolució pot augmentar-se utilitzant la tècnica d'immersió en oli mineral de l'objectiu.
El microscopi binocular simple sol utilitzar-se per a estudiar augmentades les superfícies d'espècimens sòlids (de fet és una lupa millorada). El microscopi binocular compost requereix un processament previ del teixit o material a observar. Les mostres líquides s'acostumen a observar emprant el mètode de la gota penjant amb un portaobjectes especial, molt útil per examinar en fresc la motilitat bacteriana. Amb objectius especials es pot canviar la clàssica imatge del microscopi de camp clar, alterant la lluminositat, i obtenir així una imatge de contrast de fase. Afegint un filtre opac entre la llum i un condensador adaptat s'obté una visió en camp fosc.

### Limitacions
Les limitacions de la microscòpia òptica estàndard (microscòpia de camp brillant) es troben en tres àrees;
- Aquesta tècnica només pot fer servir imatges fosques o objectes que refractin de forma eficaç.
- La Difracció limita la resolució a aproximadament 0,2 micrometres. Això limita el límit d'ampliació pràctica a ~1500x.
- La llum des de punts fora del pla focal redueix la claredat de la imatge.

En general, les cèl·lules vives no tenen prou contrast per estudiar-les amb èxit, ja que les estructures internes de la cèl·lula són incolores i transparents. La manera més comuna d'incrementar el contrast és  tintar les diferents estructures amb colorants seleccionats, però sovint consisteix en matar i fixar la mostra. La tinció també pot introduir artefactes, que són detalls estructurals aparents causats pel processament de la mostra i, per tant, no són característiques legítimes de la mostra. En general, aquestes tècniques fan ús de diferències en l'índex de refracció de les estructures cel·lulars. La microscòpia de camp brillant és comparable a la d'una finestra de vidre: no es veu el vidre sinó només la brutícia dels vidres. Hi ha una diferència, ja que el vidre és un material més dens i això crea una diferència de fase de la llum que passa. L'ull humà no és sensible a aquesta diferència de fase, però s'han dissenyat solucions òptiques intel·ligents per canviar aquesta diferència de fase en una diferència d'amplitud (intensitat de la llum).

### Tècniques
Per tal de millorar el contrast o ressaltar determinades estructures d'una mostra, s'han d'utilitzar tècniques especials. Hi ha una gran selecció de tècniques de microscòpia per augmentar el contrast o etiquetar una mostra.

Quatre exemples de tècniques de transil·luminació utilitzades per generar contrast en una mostra de paper tissú. 1.559 μm / píxel.
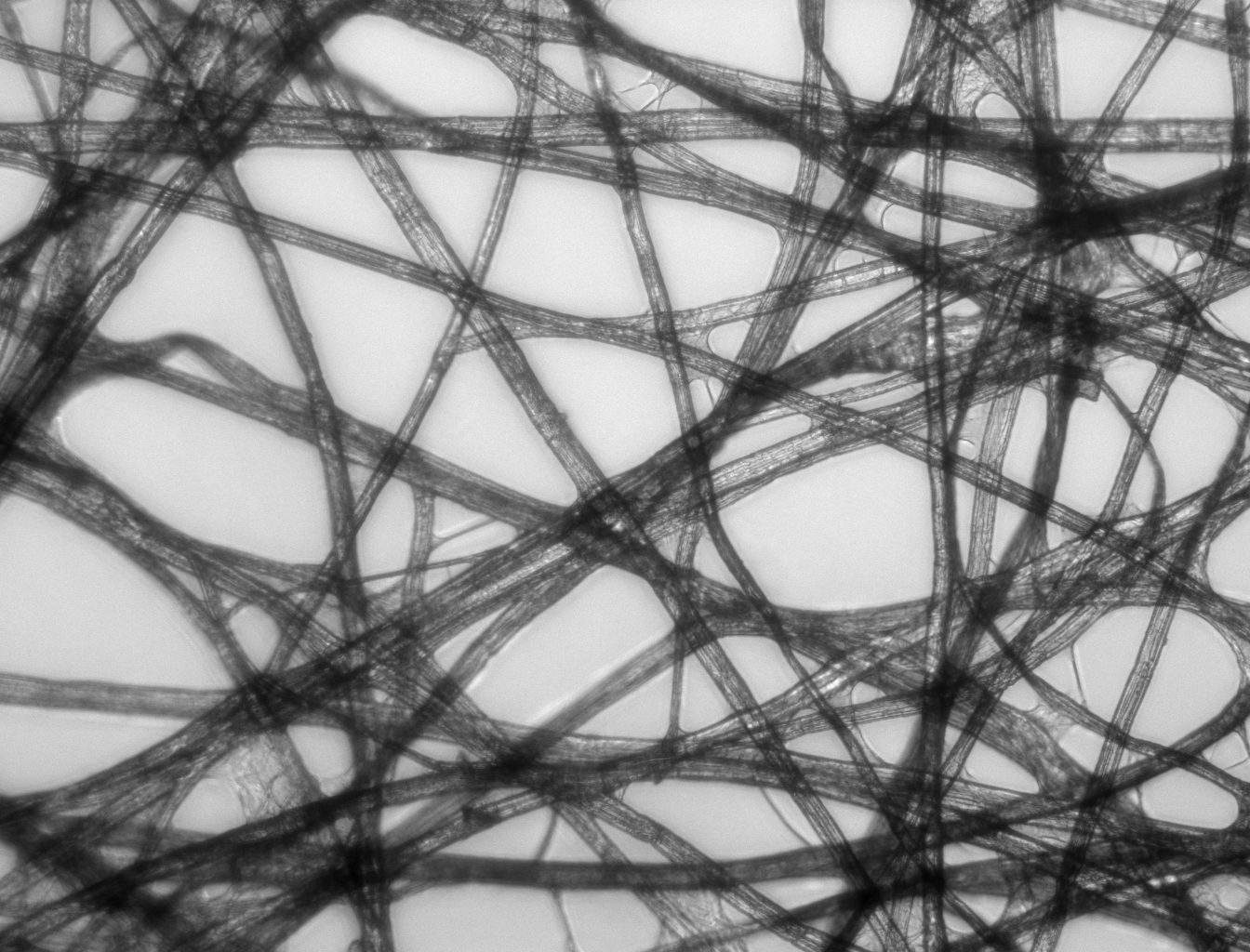
Camp brillant, el contrast de la mostra prové de la absorbància de la llum a la mostra.
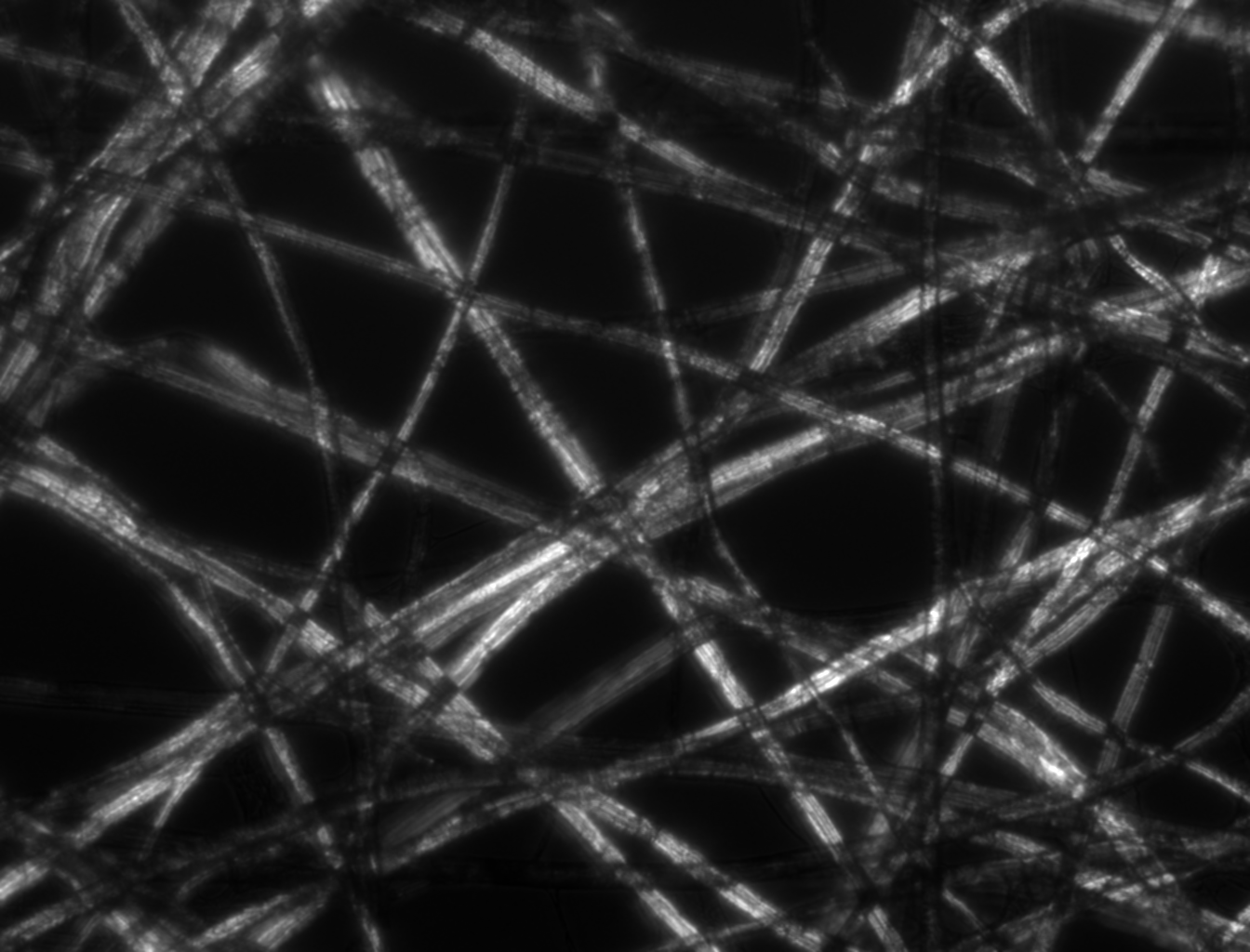
llum polaritzada, el contrast de la mostra prové de la rotació de llum polaritzada a través de la mostra.
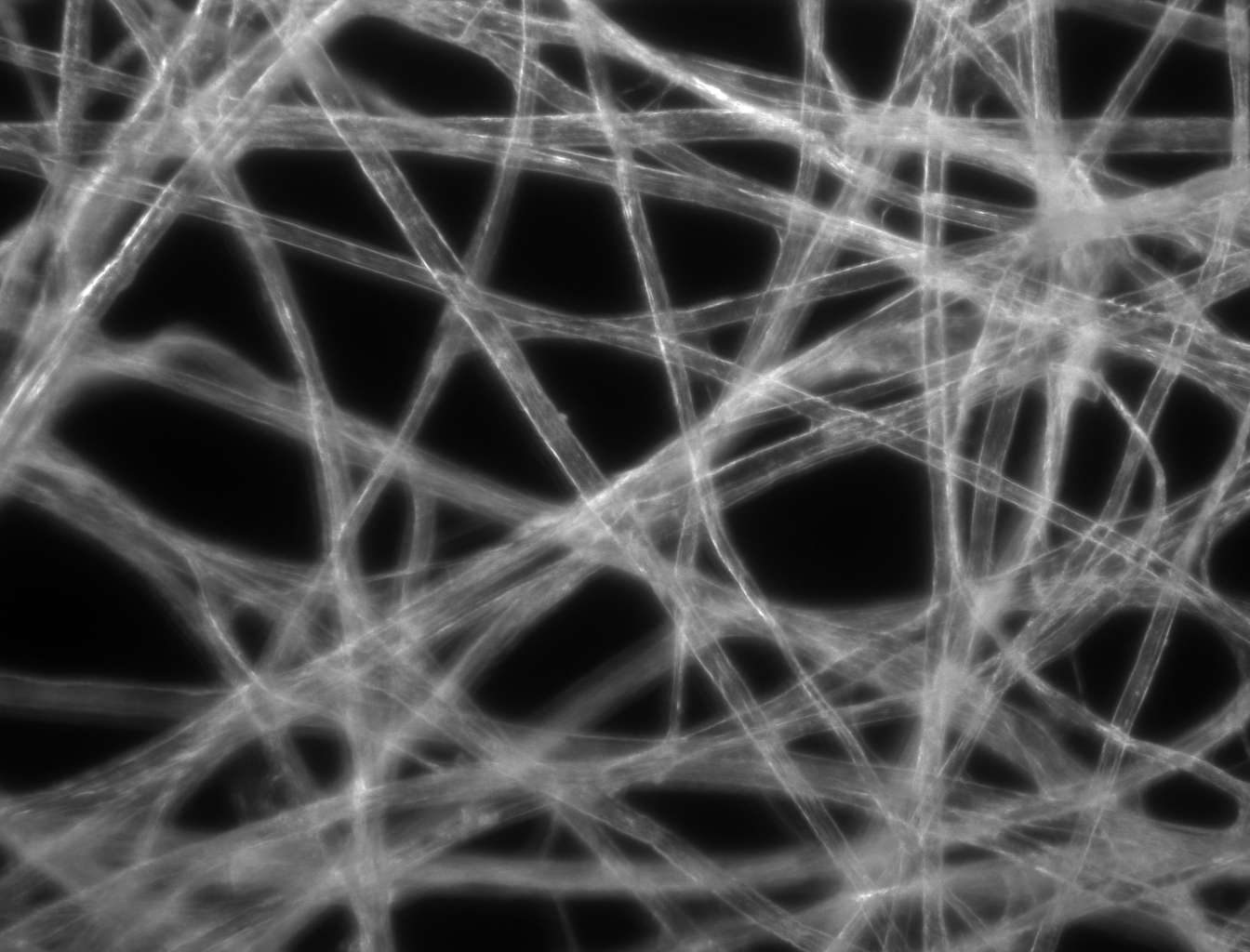
il·luminació de Camp fosc, el contrast de la mostra prové de la llum dispersa per la mostra.
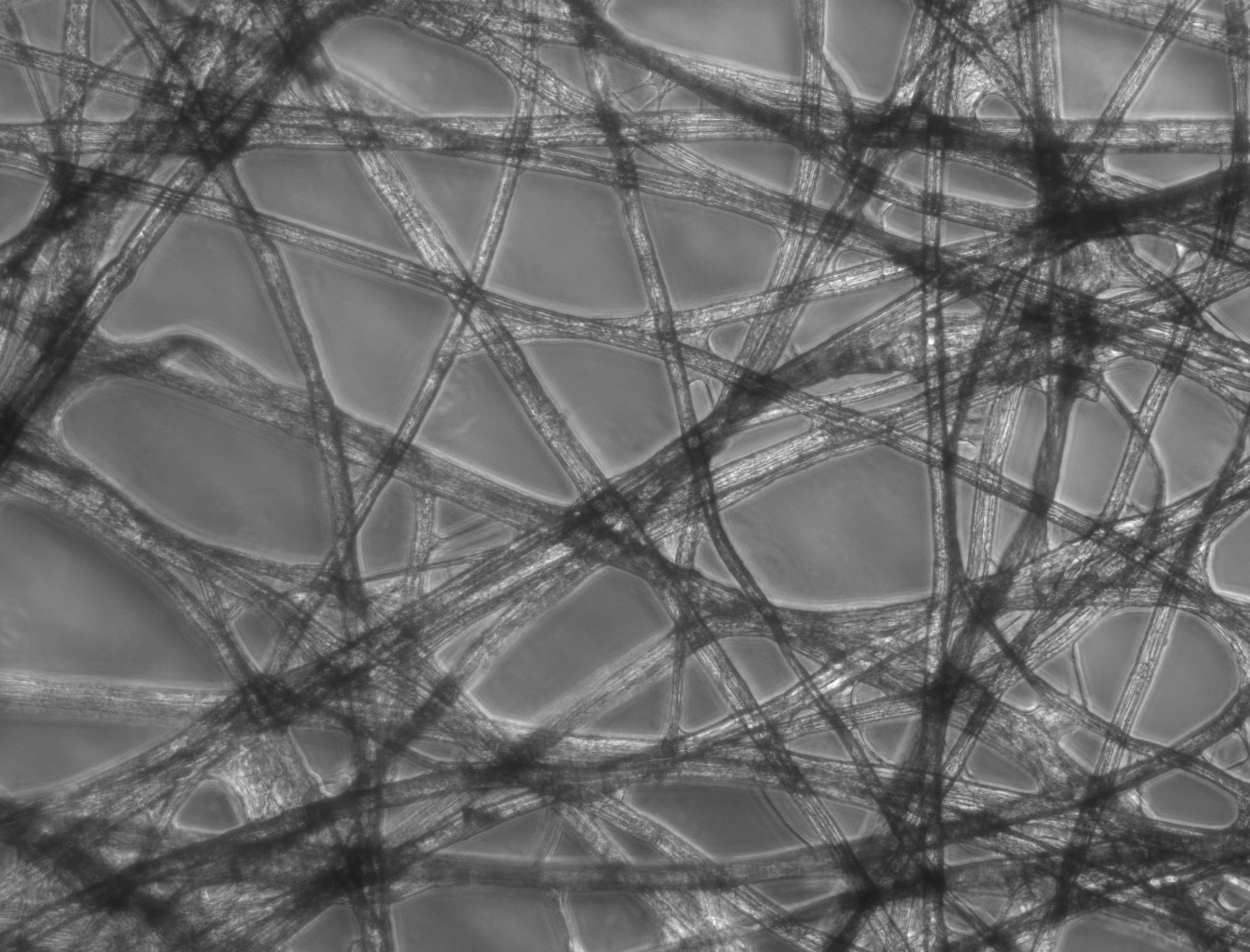
Il·lustració de contrast de fase, el contrast de mostra prové de interferència de diferents longituds de llum de la ruta a través de la mostra.

## Microscòpia electrònica
Fins a la invenció de la microscòpia de sub-difracció, la longitud d'ona de la llum limitava la resolució de la microscòpia tradicional a uns 0,2 micròmetres. Per obtenir una resolució més gran, s'utilitza en un microscopi electrònic l'ús d'un feix d'electrons amb una longitud d'ona molt menor.
- Microscòpia electrònica de transmissió (TEM) és bastant semblant al microscopi lleuger compost, enviant un feix d'electrons a través d'una llesca molt fina de l'exemplar. El límit de resolució a principis del s.XXI era d'uns 0,05 nanòmetres i no ha augmentat considerablement des d'aquell moment.
- Microscòpia electrònica d'escaneig (SEM) visualitza detalls a les superfícies dels exemplars i ofereix una vista en 3D. Dona resultats semblants als del microscopi estèreo de llum. La millor resolució per a SEM el 2011 va ser de 0,4 nanòmetres.

Els microscopis electrònics equipats per a espectroscòpia de raigs X poden proporcionar anàlisis elementals qualitatives i quantitatives. Aquest tipus de microscopi electrònic, també conegut com a microscopi electrònic analític, pot ser una eina de caracterització molt potent per a la investigació de nanomaterials.

## Selecció de microscopistes
Alguns científics molt importants que han intervingut en aquest camp han estat:
- Zacharias Janssen - Va ser el que va utilitzar i fer el primer microscopi compost.
- Robert Hooke - Va presentar les primeres visions del món microscòpic que inclouen per primera vegada el terme cèl·lula.
- Marcello Malpighi - Va fabricar microscopis simples amb els quals va realitzar molts descobriments, publicats per la Royal Society anglesa.
- Antony van Leeuwenhoek - Va ser el que va demostrar la circulació de la sang pels capil·lars.